# Score to a New Beginning
Score to a New Beginning je studiové album francouzské kapely Fairyland.

## Seznam skladeb
1. „Opening Credits“ – 1:28
2. „Across The Endless Sea Part II“ – 5:17
3. „Assault On The Shore“ – 5:09
4. „Master Of The Waves“ – 6:08
5. „A Soldier's Letter“ – 5:33
6. „Godsent“ – 4:54
7. „At The Gates Of Morken“ – 4:55
8. „Rise Of The Giants“ – 4:19
9. „Score To A New Beginning“ – 9:03
10. „End Credits“ – 3:28